# 初野晴
初野 晴（はつの せい、1973年 -）は、日本の小説家、推理作家。静岡県清水市（現・静岡市清水区）出身。静岡県立清水南高等学校、法政大学工学部卒業。男性。作風は「ちょっと不思議系」。
2002年、『水の時計』で第22回横溝正史ミステリ大賞を受賞しデビュー。

## 人物
中学時代に横溝正史作品を読破。高校時代は柔道部に所属。得意技は内股だった。好きな柔道家は吉田秀彦。大学時代、後に推理作家となる村崎友に本格ミステリを薦められたことをきっかけに創作を始める。好きな作家は稲見一良、ジェフリー・アーチャー。2012年まで営業職をしていた。

## 文学賞受賞・候補歴
太字が受賞したもの
- 2001年 - 「しびとのうた」で第21回横溝正史ミステリ大賞最終候補。
- 2002年 - 『水の時計』で第22回横溝正史ミステリ大賞受賞。
- 2008年 - 「退出ゲーム」で第61回日本推理作家協会賞（短編部門）候補。
- 2013年 - 『千年ジュリエット』で第66回日本推理作家協会賞（長編および連作短編集部門）候補。

## ミステリ・ランキング

### このミステリーがすごい！
- 2009年 - 『退出ゲーム』20位

### 本格ミステリーベスト10
- 2011年 - 『空想オルガン』20位
- 2013年 - 『カマラとアマラの丘』10位

### ミステリが読みたい！
- 2011年 - 『空想オルガン』20位

## 作品リスト

### 〈ハルチカ〉シリーズ
- 退出ゲーム（2008年10月 角川書店 / 2010年7月 角川文庫）
  - 【改題】ハルチカ 退出ゲーム（2017年1月 角川つばさ文庫）
    - 収録作品：結晶泥棒 / クロスキューブ / 退出ゲーム / エレファンツ・ブレス　※『ハルチカ 退出ゲーム』は「エレファンツ・ブレス」未収録
- 初恋ソムリエ（2009年10月 角川書店 / 2011年7月 角川文庫）
  - 【改題】ハルチカ 初恋ソムリエ（2017年12月 角川つばさ文庫）
    - 収録作品：スプリングラフィ / 周波数は77.4MHz / アスモデウスの視線 / 初恋ソムリエ　※『ハルチカ 初恋ソムリエ』は「アスモデウスの視線」未収録
- 空想オルガン（2010年9月 角川書店 / 2012年7月 角川文庫）
  - 収録作品：ジャバウォックの鑑札 / ヴァナキュラー・モダニズム / 十の秘密 / 空想オルガン
- 千年ジュリエット（2012年3月 角川書店 / 2013年11月 角川文庫）
  - 収録作品：エデンの谷 / 失踪ヘビーロッカー / 決闘戯曲 / 千年ジュリエット
- 惑星カロン（2015年9月 KADOKAWA / 2017年1月 角川文庫）
  - 収録作品：チェリーニの祝宴 -呪いの正体- / ヴァルプルギスの夜 -音楽暗号- / 理由（わけ）ありの旧校舎 -学園密室？- / 惑星カロン -人物消失-
- ひとり吹奏楽部 ハルチカ番外篇（2017年2月 角川文庫）
  - 収録作品：ポチ犯科帳 -檜山界雄×後藤朱里- / 風変わりな再会の集い -芹澤直子×片桐圭介- / 掌編 穂村千夏は戯曲の没ネタを回収する / 巡るピクトグラム -マレン・セイ×名越俊也- / ひとり吹奏楽部 -成島美代子×???-

### その他の作品
- 水の時計（2002年5月 角川書店 / 2005年8月 角川文庫） - 第22回横溝正史ミステリ大賞受賞作品
- 漆黒の王子（2004年11月 角川書店 / 2009年9月 角川文庫）
- 1/2の騎士 〜harujion〜（2008年10月 講談社ノベルス）
  - 【改題】1/2の騎士（2010年1月 講談社文庫）
- トワイライト・ミュージアム（2009年5月 講談社ノベルス）
  - 【改題】トワイライト博物館（2013年12月 講談社文庫）
- ノーマジーン（2011年10月 ポプラ社）
  - 【改題】わたしのノーマジーン（2013年6月 ポプラ文庫）
- カマラとアマラの丘（2012年9月 講談社）
  - 【改題】向こう側の遊園（2014年6月 講談社文庫）
    - 収録作品：カマラとアマラの丘 / ブクウスとツォノクワの丘 / シレネッタの丘 / ヴァルキューリの丘 / 星々の審判

### ノベライズ
- PCP-完全犯罪党- 孤島の子供たち（原作：亜城木夢叶 2015年10月 JUMP j BOOKS）
  - 『バクマン。』の作中作である亜城木夢叶の漫画『PCP -完全犯罪党-』のノベライズ。

### 単著未収録作品

#### 短編
- 14（講談社『メフィスト 2009 VOL.1』2009年4月） - オール讀物新人賞に投稿した作品
- アマリリス（集英社『小説すばる』2009年9月号）
- 告解のカノン（幻冬舎『papyrus Vol.26』2009年8月）
- エレメントコスモス（集英社『小説すばる』2010年10月号）
- 黄泉の手紙（角川書店『デジタル野性時代』2011年第2号、第3号） - 〈ハルチカ〉シリーズ
- 終わりなき灰の国（講談社『小説現代』2012年9月号）
- シュレーディンガーの狼（角川書店『デジタル野性時代』2012年9月号） - 〈ハルチカ〉シリーズ
- 放課後赤ずきん（角川書店『デジタル野性時代』2012年10月号） - 〈ハルチカ〉シリーズ
- 流星ガール（角川書店『デジタル野性時代』2012年11月号） - 〈ハルチカ〉シリーズ外伝
- 浜辺で歌うスース（新潮社『小説新潮』2012年11月号）
- 未来の果樹園（角川書店『小説 野性時代』2012年12月号）
- ガラスの明日、意外な告発者（PHP研究所『文蔵』2013年10月号）
- プロメテウスの指（実業之日本社『紡 Vol.11』2014年2月）
- 解説にかわる特別短篇「究明するひと」（文春文庫『運命は、嘘をつく』水生大海 著 2015年10月） - 〈ハルチカ〉シリーズのハルタとチカが『運命は、嘘をつく』の謎に迫る解説小説
- 白球を追う少女（『ハルチカ 〜ハルタとチカは青春する〜』BD、DVD第1巻特典 2016年3月） - 〈ハルチカ〉シリーズ
- 黒板フレンズ（KADOKAWA『小説 野性時代』2017年4月号） - 〈ハルチカ〉シリーズ
- 日蝕の重奏（KADOKAWA『小説 野性時代』2017年10月号） - 〈ハルチカ〉シリーズ
- 音楽家の恋文（KADOKAWA『小説 野性時代』2018年1月号） - 〈ハルチカ〉シリーズ
- 今日の授業は悪い授業（「JUMP j BOOKS」note公式アカウント 2020年9月2日[4]）

#### 連載
- 漂流銀河（文藝春秋『別册文藝春秋』2014年9月号 - 2015年9月号）
- マルコの福音書（KADOKAWA『幽 vol.22』2015年1月 - 『幽 vol.28』2017年12月）
- 世界の果ては二つ（新潮社『小説新潮』2015年9月号 - 2018年11月号）
- 十六歳は魔法の年齢（小学館『きらら』2018年8月号 - 2019年8月号）
- ふたりラビット（集英社 スマートフォン向けアプリ「TanZak」2019年9月 - ）

### アンソロジー
「」内が初野晴の作品。
- ザ・ベストミステリーズ 2008 推理小説年鑑（2008年7月 講談社）「退出ゲーム」
  - 【分冊・改題】Play 推理遊戯 ミステリー傑作選（2011年4月 講談社文庫）
- 忍び寄る闇の奇譚 メフィスト道場1（2008年11月 講談社ノベルス）「トワイライト・ミュージアム」（原型短編）
- 名探偵に訊け（2010年9月 光文社カッパ・ノベルス / 2013年4月 光文社文庫）「周波数は77.4MHz」
- ベスト本格ミステリ2011（2011年6月 講談社ノベルス）「エレメントコスモス」
  - 【改題】からくり伝言少女（2015年1月 講談社文庫）
- きみが見つける物語 あこがれのハイスクールライフ！（2011年6月 角川つばさ文庫）「クロスキューブ」
- とっさの方言（2012年8月 ポプラ文庫）※方言エッセイアンソロジー「ちんぷりかえる」
- 0番目の事件簿（2012年11月 講談社）「14」
- エール！ 2（2013年4月 実業之日本社文庫）「ヘブンリーシンフォニー」
- 驚愕遊園地（2013年11月 光文社 / 2016年5月 光文社文庫）「シレネッタの丘」
- 謎の放課後 学校のミステリー（2013年11月 角川文庫）「退出ゲーム」
- ベスト本格ミステリ2015（2015年6月 講談社ノベルス）「理由ありの旧校舎」
- VS. こち亀 こちら葛飾区亀有公園前派出所ノベライズアンソロジー（2016年9月 集英社）「不合理な二十四」 - 『こち亀』と〈ハルチカ〉シリーズのクロスオーバー作品
- 殺意の隘路（2016年12月 光文社 / 2020年5月 光文社文庫【下】）「理由ありの旧校舎 -学園密室？-」
- 十歳までに読んだ本（2017年7月 ポプラ社）※エッセイアンソロジー「クリスマス・キャロル」
- 十角館の殺人 限定愛蔵版（綾辻行人 著 2017年9月 講談社）※愛蔵版付録のエッセイ「私の『十角館』」
- STORY MARKET 恋愛小説編（2021年3月 集英社文庫）「今日の授業は悪い授業」
- 放課後推理大全 学園ミステリーアンソロジー（2024年8月 朝日文庫）「アスモデウスの視線」

### その他
- シークレット 綾辻行人ミステリ対談集 in 京都（綾辻行人 他 著 2020年9月 光文社） - 2014年の綾辻との対談。「しびとのうた」、〈ハルチカ〉シリーズ、『カマラとアマラの丘』について。

## 映像化作品

### テレビアニメ
- ハルチカ 〜ハルタとチカは青春する〜（2016年1月 - 3月、原作：〈ハルチカ〉シリーズ）

### 映画
- ハルチカ（2017年3月4日公開、配給：KADOKAWA、監督：市井昌秀、主演：佐藤勝利・橋本環奈）